# 4-та бригада територіальної оборони (Польща)
4-та Вармінсько-Мазурська бригада територіальної оборони (') — військове з'єднання військ територіальної оборони Війська Польського.

## Структура
- штаб бригади, Ольштин
- 41 батальйон легкої піхоти, Гіжицько
- 42 батальйон легкої піхоти, Моронг[1]
- 43 батальйон легкої піхоти, Бранево
- 44 батальйон легкої піхоти, Елк
- 45 батальйон легкої піхоти, Ольштин

## Командування
- полковник Мирослав Бріс[2]